# 437 a. C.
El año 437 a. C. fue un año del calendario romano prejuliano. En el Imperio romano se conocía como el Año del Consulado de Macerino y Fidenas (o menos frecuentemente, año 317 Ab urbe condita). 

## Acontecimientos
- Fin de la tregua de 40 años entre Roma y la ciudad de Veyes.
- Defección de la colonia romana de Fidenas.
- Roma derrota a los etruscos de Veyes y a las tropas de Fidenas en Falerios. Muerte del rey de Veyes, Lars Tolumnio, por Aulo Cornelio Coso. Segundos Despojos Opimos.
- En Atenas Fidias es procesado.
- Fundación de Anfípolis.

## Fallecimientos
- Lars Tolumnio